# Monte Compatri
Monte Compatri – miejscowość i gmina we Włoszech, w regionie Lacjum, w prowincji Rzym.
Według danych na rok 2004 gminę zamieszkiwały 5573 osoby, 232,2 os./km².